# Antoine Augustin Cournot
Antoine Augustin Cournot (n. 28 august 1801, Gray⁠(d), Franche-Comté⁠(d), Franța – d. 31 martie 1877, Paris, Franța) a fost un economist și matematician francez, reprezentant al Școlii de la Lausanne.

## Biografie
Studiile elementare le-a făcut în orașul natal, iar pe cele matematice superioare la Colegiul din Besançon.
În 1821 este numit profesor la Școala Normală.
În perioada 1831 - 1834 este adjunct pentru inspectarea colegiilor și instituțiilor de învățământ de grad secundar, pe lângă corpul de inspectori ai Academiei din Paris.
În 1834 este numit profesor la Facultatea de Științe din Lyon, apoi la Grenoble și rector la universitatea din același oraș.
În 1848 a fost chemat la Paris pentru funcția de inspector general de studii.
Până în 1854 a funcționat ca rector la Academia din Dijon.
A primit titlul de Cavaler al Legiunii de Onoare.

## Activitate științifică
Cercetările sale se referă în primul rând la teoria probabilităților, dar și la unele chestiuni legate de analiza matematică.
De asemenea, a realizat un model științific al cererii și ofertei.
În 1841 a arătat că curba caracteristică a ecuațiilor diferențiale poate să nu fie înfășurătoarea familiei de curbe integrale, ci să reprezinte locul punctelor lor de întoarcere.
A arătat că discriminantul ecuațiilor diferențiale poate fi locul geometric al punctelor de vârf.
S-a mai ocupat cu stabilirea clasificării cunoștințelor omenești.
Doctrina sa filozofică era similară cu cea a probabilismului lui Cicero.

## Scrieri
- 1827: La figure des planètes, teza sa de doctorat
- 1841: Traité élémentaire de la théorie des fonctions et du calcul infinitésimal (Paris)
- 1842: Éléments de mécanique
- 1843: Exposition de la théorie des chances et des probabilités
- 1847: De l'origine et des limites de la correspondances entre l'algèbre et la géométrie.